# Action pour Andorre
Action pour Andorre (en catalan : Acció per Andorra, abrégé en Action, en catalan : Acció, stylisé en ACC!Ó),  est un parti politique social-libéral andorran fondé en septembre 2022 à la suite d'une scission avec les Libéraux d'Andorre. Le parti est membre de l'Alliance des libéraux et des démocrates pour l'Europe.

## Histoire
Le parti a été créé après la défaite de Judith Pallarés, ministre de la Fonction publique et de la Réforme de l'Administration, aux primaires interne des Libéraux d'Andorre en 2022. Elle quitte le parti avec quatre conseillers généraux — Ferran Costa, Marc Magallon, Silvia Ferrer et Eva López — sur fond de désaccords avec le virage conservateur de son parti le 14 juin 2022. Pallarés affirme qu'ils quittent le parti en raison de désaccords avec un virage conservateur au sein des libéraux, tandis qu'elle et les conseillers préféraient un projet « social-libéral » et « centre-progressiste ».
Après leur départ, Pallarés et les quatre conseillers ont continué de soutenir et de participer au gouvernement de coalition de Xavier Espot Zamora.
Aux élections de 2023, le parti présente une candidature indépendante au niveau national et participe pour les circonscriptions paroissiales à la coalition de centre-droit avec les Démocrates, les Libéraux et Citoyens engagés. Il présente des candidats avec la coalition à Escaldes-Engordany et La Massana et obtient un élu, Marc Magallon Font, dans la circonscription d'Escaldes-Engordany. Il siège dans le groupe parlementaire démocrate.

## Idéologie
Dans ses statuts, le parti déclare défendre « un programme libéral, moderne et progressiste défendant avant tout la liberté individuelle et l'intérêt national ». 
Le parti se positionne en faveur d'un accord d'association avec l'Union européenne. Il est favorable à la dépénalisation de l'avortement et la légalisation de la double nationalité.

## Résultats électoraux
| Année | Tête de liste   | Circonscription nationale | Circonscription nationale | Sièges |
| Année | Tête de liste   | Voix                      | %                         | Sièges |
| ----- | --------------- | ------------------------- | ------------------------- | ------ |
| 2023  | Judith Pallarés | 805                       | 4,20                      | 1 / 28 |